# ヘイズ・スペシャリスト・リクルートメント
ヘイズ plc（英: Hays plc、日本での法人名はヘイズ・スペシャリスト・リクルートメント・ジャパン株式会社）は、イギリス・ロンドンに本社を置き、人材紹介および人材派遣サービスを行う多国籍企業。ロンドン証券取引所上場企業であり（LSE: HAS）、FTSE250種総合株価指数の構成銘柄である。

## 沿革
波止場と倉庫の運用会社としてテムズ川の南岸に1867年に設立された。 
会社名は1651年にそこにあった醸造所を買い取ったAlexander Hay (アレクサンダー・ヘイ) に由来するとされる。
醸造所はその後1856年に建物で囲んだ内側に船を泊めるドック(enclosed dock)形式の「ウォーフ」( 波止場) 、として建て直され、Hay's Wharf (ヘイズ ウォーフ) と改名された。 
建物は1861年の大火事 Great Fire of Southwark の後、再建され今も残っており、ショッピング・レストラン・モールに姿を変えたヘイズ ガレリアとして知られている。
同社はクウェート投資庁 が1975年に34%の株式を間接的に取得し、1980年にテムズ川南岸の不動産関係の資産を得ることを主目的として100%としている。 
1980年代のはじめに不動産資産は St Martins Property Group に売却された。

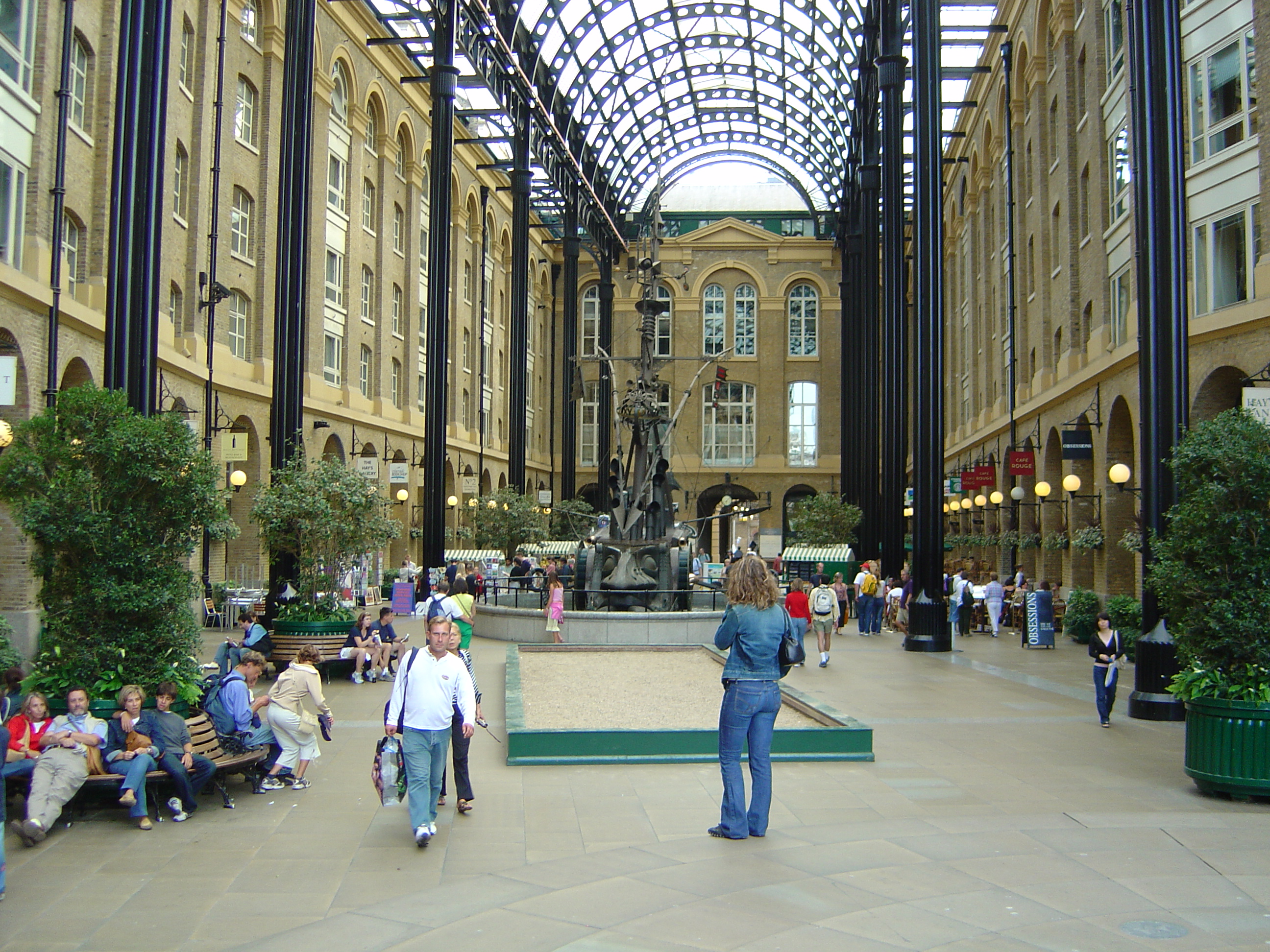
Hay's Wharf (ヘイズ ウォーフ)、 1980年初頭にヘイズから売却される。現名称は ヘイズ ガレリア(Hays Galleria)

経営陣をサービス・グループへと推し進めていくために、 クウェート投資庁は Ronnie Frost をオーナーとする食品流通会社 Farmhouse Securities のヘイズによる買収を支援し、ヘイズは Frost を CEOとして、化学製品流通とオフィスサポート・サービスに参入する。
1986年、ヘイズは Denis Waxman が設立した 人材ビジネス会社 Career Care Group を買収。 また、自身のブランドである「Hay's Wharf (ヘイズ ウォーフ)」と「Rentacrate (レンタクレート)」を含むストレージ(倉庫・収納)・サービスを拡大する。 
1987年、長年の計画であった MBO を完了。 1989年に 株式公開。 Ronnie Frost が 1987から2001年の退任まで、一連のサービス・グループを経営する。 
2003年3月、戦略的見直しにより、その立ち位置を完全にスペシャリストを対象とした人材紹介業へと移し、コア・ビジネス以外のコマーシャル、ロジスティックス部門を含む全ての部門を売却することを宣言。
2004年7月、ヘイズが人材紹介業に集中することを受け、Denis Waxman が CEO に就任。
2004年11月、ヘイズはメール・ビジネスを切り離しDX Services plc として、ヘイズが人材紹介会社として生まれ変わる最後のステップを踏んだことを鮮明にする。 
2007年11月 Waxman が退任し、Alistair Cox が後任となる。
価格操作への関与
2009年に、英公正取引局 Office of Fair Trading は価格操作(Price fixing)に関与したとして、ヘイズに30,400,000ポンドの罰金の支払いを命じた。同社は、他の人材サービス企業5社とともに Construction Recruitment Forum という名前のカルテルを形成し、2003年、建設業界と人材サービスとの仲介業として同マーケットに参入した新会社 Parc との取引をボイコットすることに同意した。 6企業は合計で39,300,000ポンドの罰金を命じられ、ヘイズに課せられた金額が最も重いものであった。 ヘイズは 2009年9月、競争控訴審判所（Competition Appeal Tribunal）に英公正取引局から課せられた罰金の額は不当に高額なものであるとして控訴し、後、罰金は 30,400,000ポンドから 5,900,000ポンドへと減額されている。

## 世界展開・ビジネス展開
ヘイズplcは、イギリス、ヨーロッパ、アジア太平洋地域でビジネスを展開するスペシャリスト・リクルートメント・グループであり、同社は派遣社員と正社員の人材サービスをほぼ等しいバランスで扱っており、このことがビジネス・サイクルを通しての経営の安定に寄与している。
ヘイズは33カ国にビジネスを展開している。国・拠点は次の通り。 オーストラリア、オーストリア、ベルギー、ブラジル、カナダ、チリ、コロンビア、中国、チェコ、デンマーク、フランス、ドイツ、香港、ハンガリー、インド、アイルランド、イタリア、日本、ルクセンブルク、マレーシア、メキシコ、オランダ、ニュージーランド、ポーランド、 ポルトガル、ロシア、シンガポール、スペイン、スウェーデン、スイス、アラブ首長国連邦、イギリス、アメリカ。

## 日本におけるヘイズ
ヘイズの日本法人「ヘイズ・スペシャリスト・リクルートメント・ジャパン株式会社」（ヘイズ・ジャパン、Hays Specialist Recruitment Japan K.K.）は、2001年に設立、東京（泉ガーデンタワー）、横浜市、大阪市にオフィスを持ち、外資系企業・グローバル企業を対象に、正社員、契約・派遣社員、アウトソーシング、ITソリューションズ（業務委託）の4つの分野で人材紹介サービスを提供している。